# Carangoides
A Carangoides a sugarasúszójú halak (Actinopterygii) osztályának sügéralakúak (Perciformes) rendjébe, ezen belül a tüskésmakréla-félék (Carangidae) családjába tartozó nem.

## Rendszerezés
A nembe az alábbi 20 faj tartozik:
- Carangoides armatus (Rüppell, 1830)
- Carangoides bajad (Forsskål, 1775)
- Carangoides bartholomaei (Cuvier, 1833)
- Carangoides chrysophrys (Cuvier, 1833)
- Carangoides ciliarius (Rüppell, 1830)
- Carangoides coeruleopinnatus (Rüppell, 1830)
- Carangoides dinema Bleeker, 1851
- Carangoides equula (Temminck & Schlegel, 1844)
- Carangoides ferdau (Forsskål, 1775)
- Carangoides fulvoguttatus (Forsskål, 1775)
- Carangoides gymnostethus (Cuvier, 1833)
- Carangoides hedlandensis (Whitley, 1934)
- Carangoides humerosus (McCulloch, 1915)
- Carangoides malabaricus (Bloch & Schneider, 1801)
- Carangoides oblongus (Cuvier, 1833)
- Carangoides orthogrammus (Jordan & Gilbert, 1882)
- Carangoides otrynter (Jordan & Gilbert, 1883)
- Carangoides plagiotaenia Bleeker, 1857
- Carangoides praeustus (Anonymous [Bennett], 1830) - típusfaj
- Carangoides talamparoides Bleeker, 1852

## Források

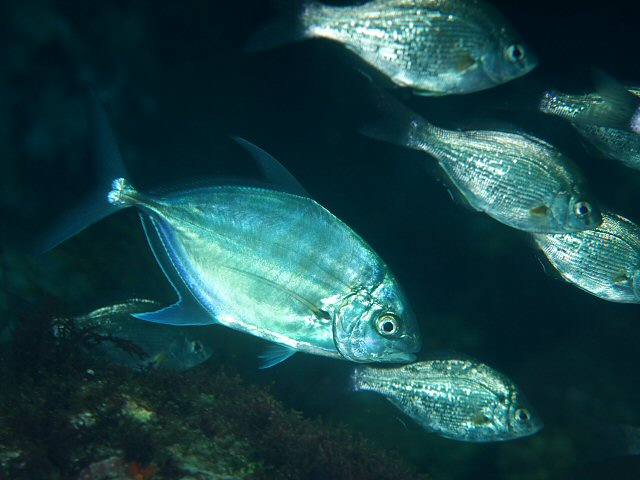
Carangoides ferdau